# های چنگ
های چنگ (چینی: 海城؛ انگلیسی: Hai cheng) تک‌آهنگی از خوانندۀ اهل چین دی‌ایت است که در ۱۸ مارس ۲۰۲۲ توسط پلدیس انترتینمنت منتشر شد.